# Międzynarodowa Satelitarna Klimatologia Chmur
Międzynarodowa Satelitarna Klimatologia Chmur (ang. the International Satellite Cloud Climatology Project, w skrócie ISCCP) – projekt badawczy mający na celu wieloletnią globalną analizę rozkładu chmur w atmosferze, ich dziennych, sezonowych i rocznych zmian.
ISCCP (wymawiane "iskip") jest międzynarodowym satelitarnym projektem zapoczątkowanym w 1982 roku. Wyniki używane są do celów badania zmian klimatu, wymiany energetycznej na Ziemi, i oceny wpływu chmur na cykl hydrologiczny.